# مسجد القدس
مسجد القدس هو مسجد في حي الصخور السوداء بمدينة الدار البيضاء كان في الماضي كنيسة اسمها كنيسة القديسة مارغريتا (بالفرنسية: Église de Sainte Marguerite).

## تاريخ
الكنيسة بناها رجل فرنسي أوجين لوندغا (Eugène Lendrat) عام 1920، وهي تقليد لكنيسة القديس مارتن دا پاو (Saint-Martin de Pau) من إنشاء 1868 ومن تصميم المعماري بوزويلوالد (Boeswillwald).
سماها أوجين لوندغا باسم مرغريتا تكريما لأمه التي اسمها مارغريتا.
حُوِّلت لمسجد عام 1981 إثر سياسات المغربة التي شهدت الهجرة الجماعية للأوروبيين خروجا من المغرب.